# Ladislava Kujalová
Ladislava Kujalová, jiným jménem Jurová, (1949–2023) byla českou náboženskou vůdkyní vycházející z tradic zen-buddhismu.
Založila a vedla komunitu s názvem Kosmický zen-buddhismus.
Kujalová, známá i pod náboženským jménem Matka Lá nebo Buddha Shiva Yaktshi, byla podezřelá z trestného činu týrání svěřené osoby a k násilí mělo i jinak docházet v rámci samotné náboženské komunity. O tom informoval Náboženský infoservis - Dingir již na konci 90. let.
Emigrovala roku 1972 nejprve do Německé spolkové republiky a později do Brazílie, kde náboženskou komunitu založila, inspirována nejprve naukou Theosofické společnosti. Roku 1990 se Ladislava Kujalová vrátila se dvěma dcerami do Československa a nadále vyvíjela své aktivity v rámci hnutí Nového věku. Tato náboženská komunita prošla mnohými změnami, například když Kujalová vyloučila až třetinu členů, problémy rovněž nastaly kvůli podezření z použití násilí při výchově dětí.